# ويليام كاري جونز
ويليام كاري جونز (بالإنجليزية: William Carey Jones)‏ هو محامي وسياسي أمريكي، ولد في 5 أبريل 1855، وتوفي في 14 يونيو 1927 في الولايات المتحدة. حزبياً، نشط في الحزب الجمهوري. انتخب عضو مجلس النواب الأمريكي.